# RESTART/今を歌え
『RESTART/今を歌え』（リスタート/いまをうたえ）は、エレファントカシマシの通算50作目のシングル。2017年11月8日にユニバーサルシグマより発売された。
デビュー30周年記念シングル第2弾として発売された両A面シングルで、「RESTART」はフジテレビ系『FNS27時間テレビ にほんのれきし』特別ドラマの主題歌として書き下ろされた楽曲で、「今を歌え」はNHK BSプレミアムドラマ『全力失踪』の主題歌として書き下ろされた楽曲。いずれの楽曲も作詞・作曲は宮本が手がけ、編曲は宮本と村山☆潤の共作となっている。
ディスクジャケットは、ベスト・アルバム『All Time Best Album THE FIGHTING MAN』、シングル『風と共に』に続けて信藤三雄がアートディレクションを手掛けた。

## 背景・リリース
「RESTART」は、フジテレビ系『FNS27時間テレビ にほんのれきし』特別ドラマの主題歌として書き下ろされた楽曲で、「歴史ドラマの主題歌を」というオファーを受けて制作された。楽曲について、宮本は「歴史ドラマの中で自分達の歌が高らかに流れてることをイメージし、なるべくストレートに気兼ねなく歌うこと、いかにもな前向きソングにはしたくなかったので、エレファントカシマシが歩んできた日々の中で感じた思いも込めて、素直な曲を威風堂々歌いたいと思って作った。」と語っている。
「今を歌え」は、NHK BSプレミアムのプレミアムドラマ『全力失踪』の主題歌で、ドラマの担当者から「バラードにしてほしい」という依頼を受けて制作された。
シングルは、初回限定盤と通常盤の2形態で発売され、初回限定盤には9月18日に日比谷野外大音楽堂で開催された「エレファントカシマシ 日比谷野外大音楽堂 2017」からのライブ音源10曲を収録した特典CDと、表題の2曲のミュージック・ビデオを収録したDVDが付属。

## ミュージック・ビデオ
ミュージック・ビデオの監督は、いずれも丹修一が務めた。「RESTART」は、ロックスターに憧れるサラリーマン（宮本）を主人公とし、サラリーマンの願望を描いた作品となっている。「今を歌え」は、七三分けの男性（宮本）の休日を描いたストーリーパートと、バンドの演奏シーンで構成されている。

## チャート成績
2017年11月20日付のオリコン週間シングルランキングで最高位20位、Billboard Japan Top Singles Salesで最高位12位を獲得した。また、「RESTART」は同日のBillboard Japan Hot 100で最高位29位を獲得した。

## 収録曲
| #         | タイトル                   | 作詞・作曲 | 編曲             | 時間  |
| --------- | -------------------------- | ---------- | ---------------- | ----- |
| 1.        | 「RESTART」                | 宮本浩次   | 宮本浩次 村山☆潤 | 4:32  |
| 2.        | 「今を歌え」               | 宮本浩次   | 宮本浩次 村山☆潤 | 5:18  |
| 3.        | 「RESTART」(Instrumental)  |            |                  | 4:31  |
| 4.        | 「今を歌え」(Instrumental) |            |                  | 5:15  |
| 合計時間: | 合計時間:                  | 合計時間:  | 合計時間:        | 19:36 |

| #         | タイトル                       | 作詞  | 作曲・編曲 | 時間 |
| --------- | ------------------------------ | ----- | ---------- | ---- |
| 1.        | 「悲しみの果て」               |       |            | 2:45 |
| 2.        | 「涙の数だけ」                 |       |            | 3:55 |
| 3.        | 「おまえはどこだ」             |       |            | 5:24 |
| 4.        | 「曙光」                       |       |            | 7:36 |
| 5.        | 「too fine life」              |       |            | 4:43 |
| 6.        | 「秋-さらば遠い夢よ-」         |       |            | 3:35 |
| 7.        | 「真夏の星空は少しブルー」     |       |            | 4:20 |
| 8.        | 「月の夜」                     |       |            | 3:21 |
| 9.        | 「武蔵野」                     |       |            | 5:58 |
| 10.       | 「男餓鬼道空っ風」             |       |            | 4:13 |
| 11.       | 「シグナル」                   |       |            | 5:15 |
| 12.       | 「パワー・イン・ザ・ワールド」 |       |            | 5:24 |
| 13.       | 「男は行く」                   |       |            | 8:07 |
| 14.       | 「風と共に」                   |       |            | 4:26 |
| 合計時間: | 合計時間:                      | 69:02 |            |      |

| #  | タイトル                  | 作詞 | 作曲・編曲 | 監督   |
| -- | ------------------------- | ---- | ---------- | ------ |
| 1. | 「RESTART」(Music Video)  |      |            | 丹修一 |
| 2. | 「今を歌え」(Music Video) |      |            | 丹修一 |